# Skulpturenmuseum Glaskasten
 (septembre 2020).
Si vous disposez d'ouvrages ou d'articles de référence ou si vous connaissez des sites web de qualité traitant du thème abordé ici, merci de compléter l'article en donnant les références utiles à sa vérifiabilité et en les liant à la section « Notes et références ».
Skulpturenmuseum Glaskasten est un musée situé dans la ville allemande de Marl, dans le Land de Rhénanie du Nord-Westphalie et intégralement consacré à la sculpture. 

## Histoire
Le Skulpturenmuseum Glaskasten tire son origine de la collection de sculptures de la ville de Marl, en Allemagne, qui était conservée au rez-de-chaussée de la salle du conseil, partie du complexe de l'hôtel de ville conçu par le cabinet d'architecture néerlandais Van den Broek and Bakema (nl) (1960-1967). La croissance de la collection de sculptures, rendue possible en partie par la réglementation de l'époque concernant l'art dans les espaces publics, a finalement rendu nécessaire la création d'un musée. En 1985, le rez-de-chaussée sous la salle du conseil a été entièrement équipé de parois de verre en accord avec l'architecte, ce qui explique le nom du musée (Glaskasten = vitrine). 
Non seulement une grande partie de la collection du musée est située à l'extérieur du musée dans l'espace public (environ 70 sculptures), mais la collection intérieure est entièrement visible de l'extérieur et est souvent tournée vers l'extérieur. Le musée est également gratuit. La collection outdoor est installée dans un rayon de cinq cents mètres autour du complexe de l'hôtel de ville et du City-See, ainsi que dans divers quartiers de Marl. 
Une antenne du musée est située à la Paracelsus Klinik, l'hôpital de la ville de Marl. Des dizaines de sculptures du musée sont visibles dans le complexe hospitalier et un parcours de sculpture a été tracé autour de l'hôpital.

## Collection

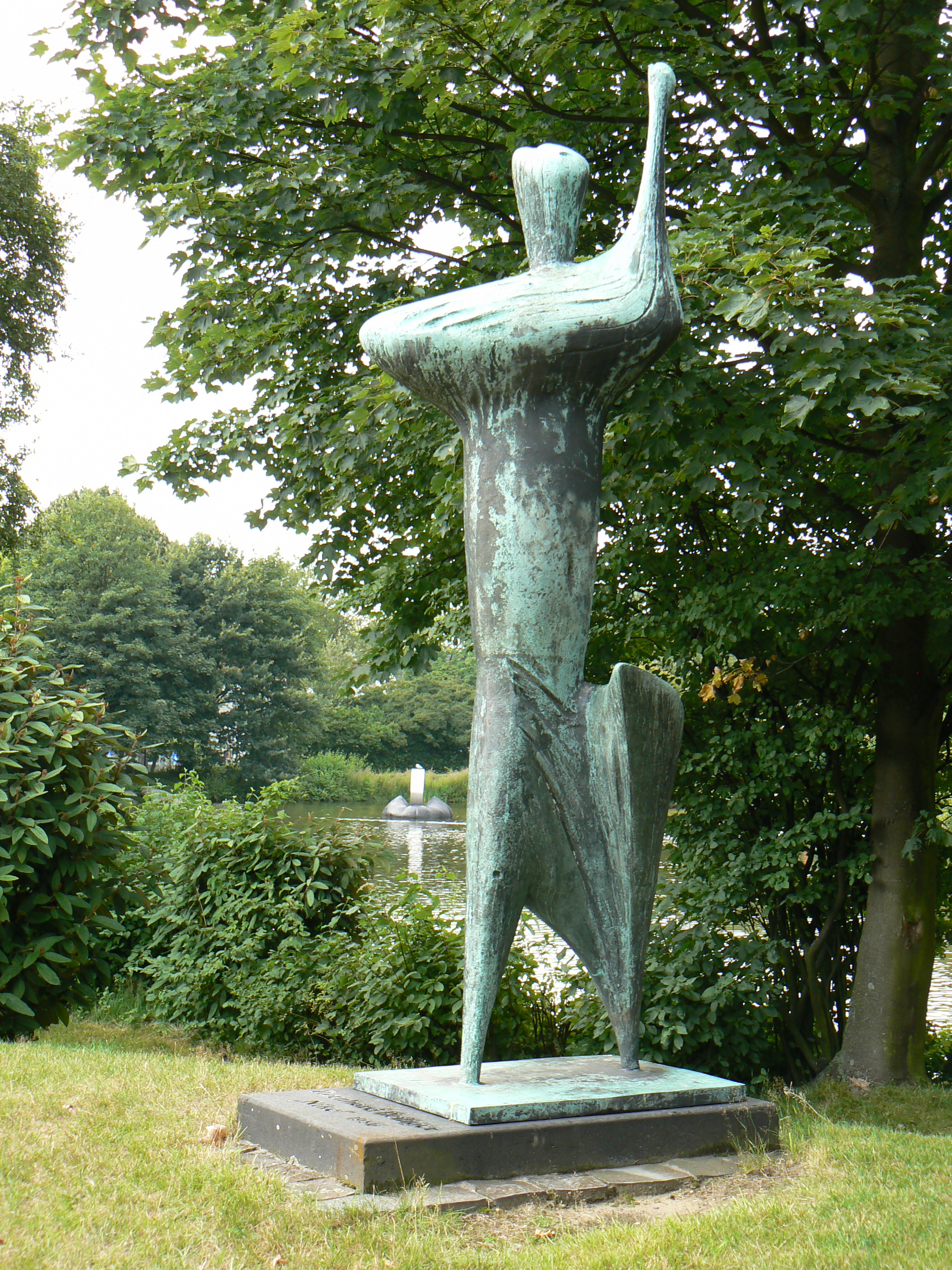
Bernhard Heiliger, Nike (1956).

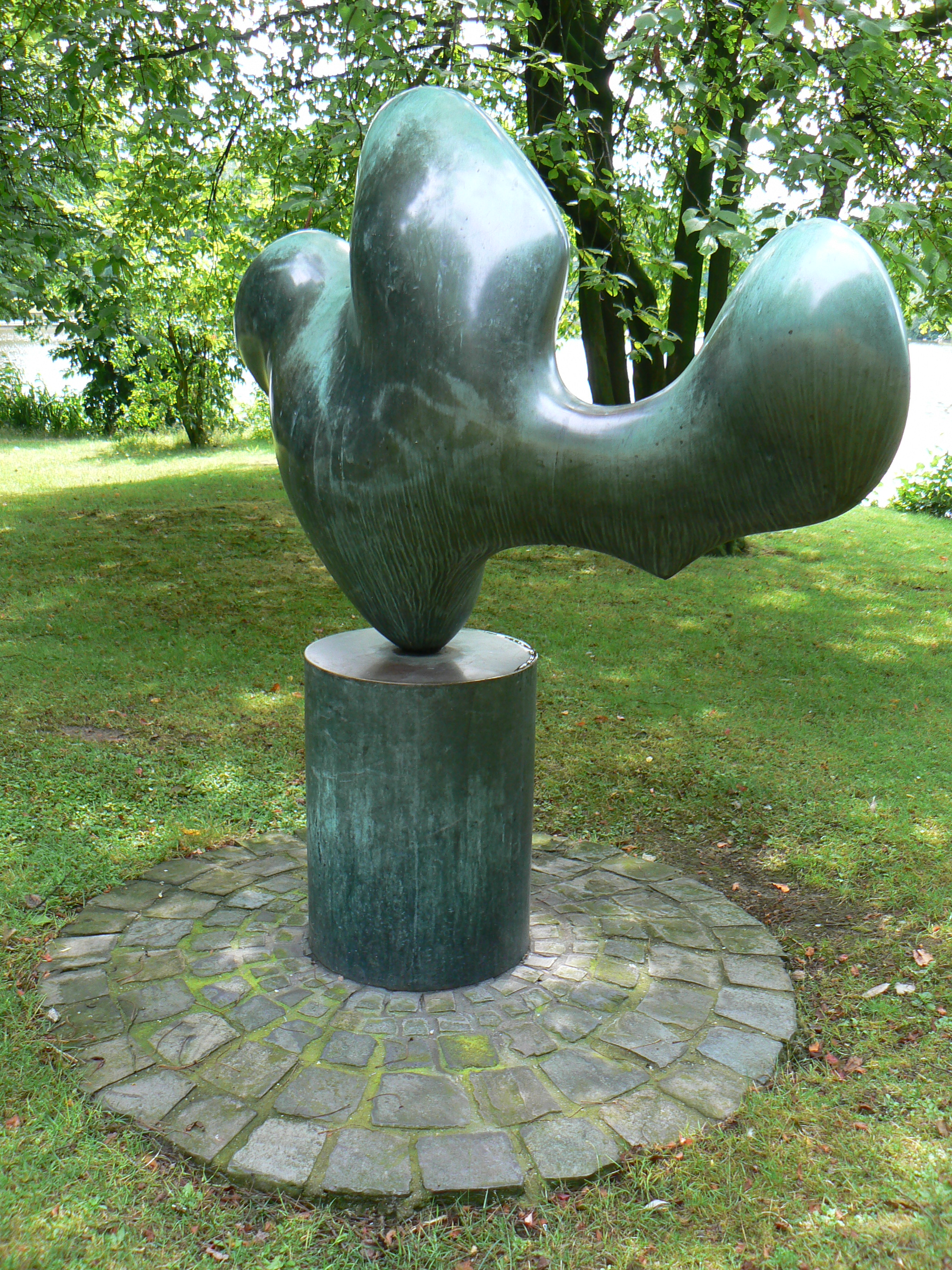
Hans Arp, Feuille se reposant - 2/3 (1959).

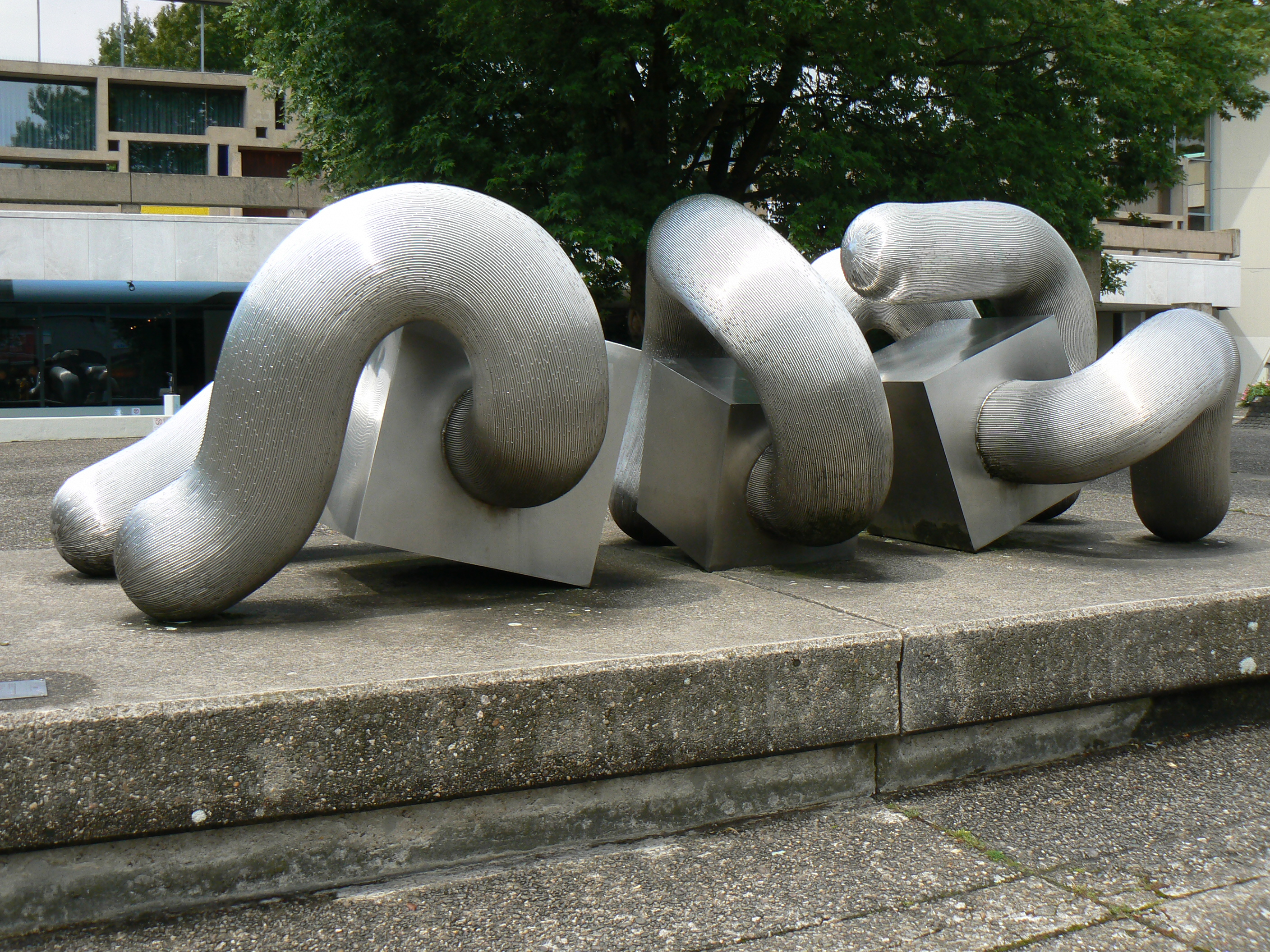
Matschinsky-Denninghoff, Naturmaschine (1969).

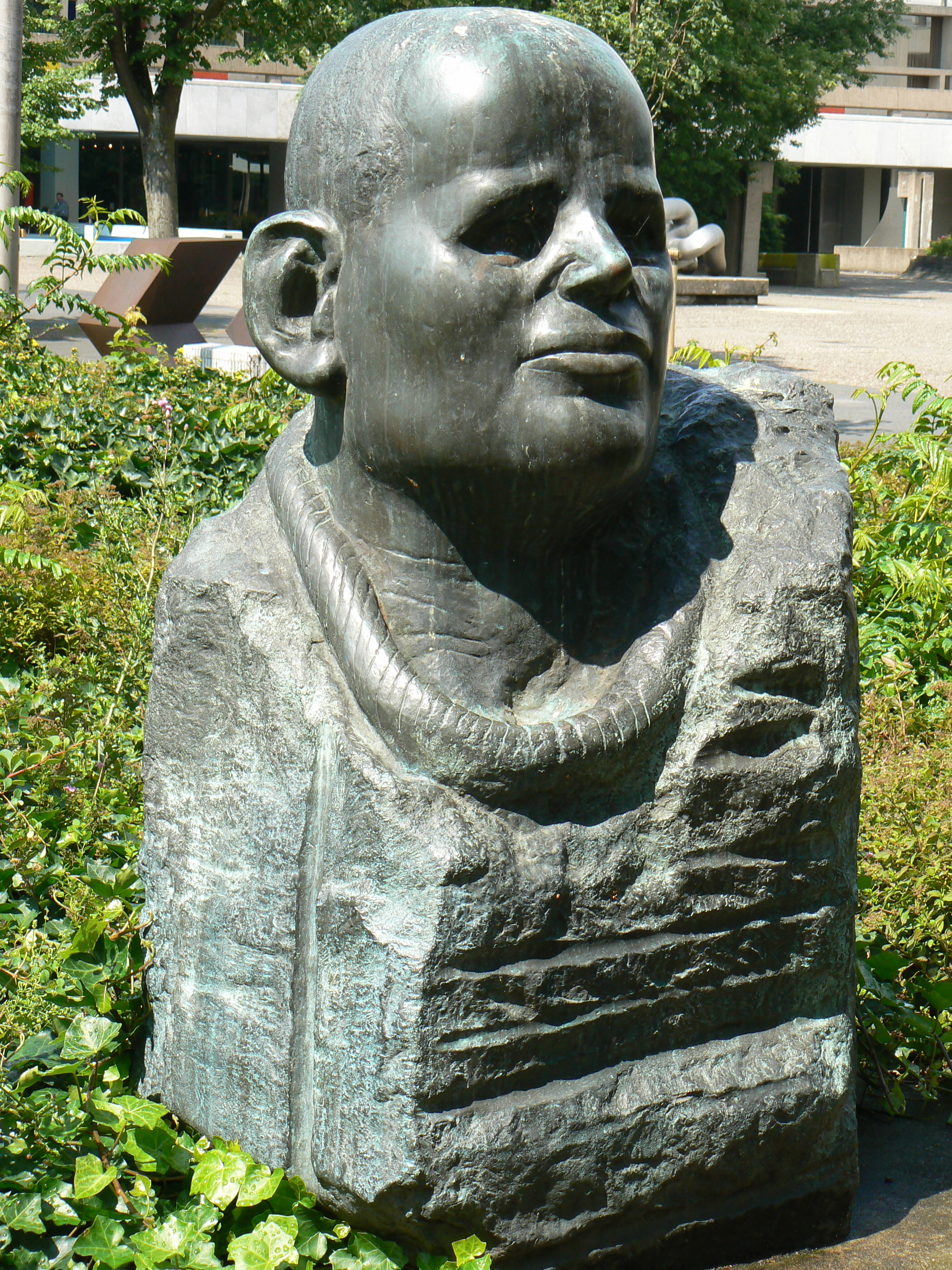
Alfred Hrdlicka, Dietrich Bonhoeffer (1977).

La collection en plein air comprend des sculptures du xxe siècle. De nombreux artistes allemands et internationaux sont représentés avec des œuvres telles que : 
- Hans Arp : Feuille se reposant (1959) ;
- Gerlinde Beck (de) : Huldigung et Oskar Schlemmer (1985/89) ;
- Hede Bühl : Sitzende Figur (1974) ;
- Reg Butler : Girl (1954/55) ;
- Emil Cimiotti : Afrikanisch, später Gruß an Willi Baumeister (2002) ;
- Max Ernst : Habakkuk (ca. 1934) ;
- Lutz Fritsch (de) : Um-gang (1988/89) - deux parties ;
- Ian Hamilton Finlay : Une vue sur le temple (1987) ;
- Friedrich Gräsel (de) : plusieurs Raumplastiken ;
- Wilfried Hagebölling (de) : Raumpflug (1983/84) ;
- Erwin Heerich (en) : Offener Würfel (1969) ;
- Bernhard Heiliger : Nike (1956) ;
- Ödon Koch (nl) : Sculpture 1965/1966 (1965/66) ;
- Alf Lechner (de) : 3/72-Rahmenkonstruktion (1972) ;
- Giacomo Manzù : Frau à jouer (1956) ;
- Marcello Mascherini (it) : Cantique des cantiques (1957) ;
- Matschinsky-Denninghoff : Würfel 69 et Naturmachine (1969) ;
- Jan Meyer-Rogge : Triumpfbogen: hinein nirgends hinaus (1985) ;
- James Reineking (de) : Innen -Außen-Neben (1982) ;
- Ulrich Rückriem : Granit, cannelé (1987) ;
- Robert Schad (de) : Merlak (2004) et Enfin B (2004) ;
- Michael Schoenholtz (de) : Sich entkleidende II (1967) ;
- Richard Serra : Sans titre (1978) ;
- Hein Sinken (de) : Le vent bouge Objekt II (1972) ;
- Hans Steinbrenner : Figur (1983) ;
- Paul Suter : El Greco (1993/94) ;
- Micha Ullman (en) : Grund / Ground (1987/2006) ;
- André Volten (nl) : Zylidrische Konstruktion (1969) et Kugel und Schale (1970) ;
- Ossip Zadkine : Grand Orphée (1956).

La collection indoor présente entre autres des œuvres des sculpteurs :    
- Joseph Beuys ;
- Max Bill ;
- Abraham David Christian (en) ;
- Alberto Giacometti ;
- Robert Jacobsen ;
- Yves Klein ;
- Jannis Kounellis ;
- Norbert Kricke (en) ;
- Henri Laurens ;
- Wilhelm Lehmbruck ;
- Jacques Lipchitz ;
- Marino Marini ;
- Ewald Mataré ;
- Henri Matisse ;
- Eduardo Paolozzi ;
- Man Ray ;
- Erich Reusch (de) ;
- Germaine Richier ;
- Auguste Rodin ;
- Wolf Vostell.

## Sélection d'œuvres

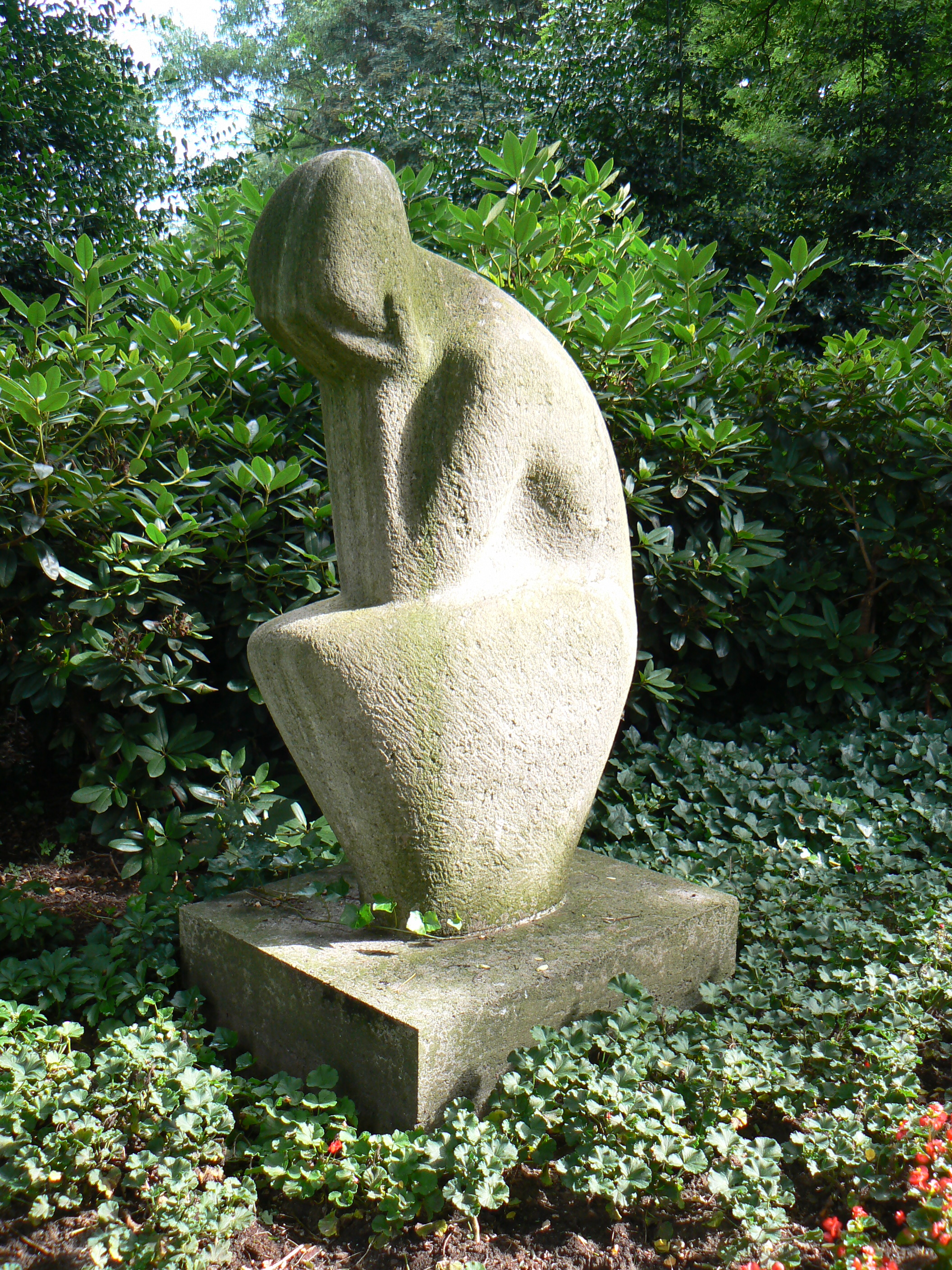
Hermann  Breucker, Die Trauernde.
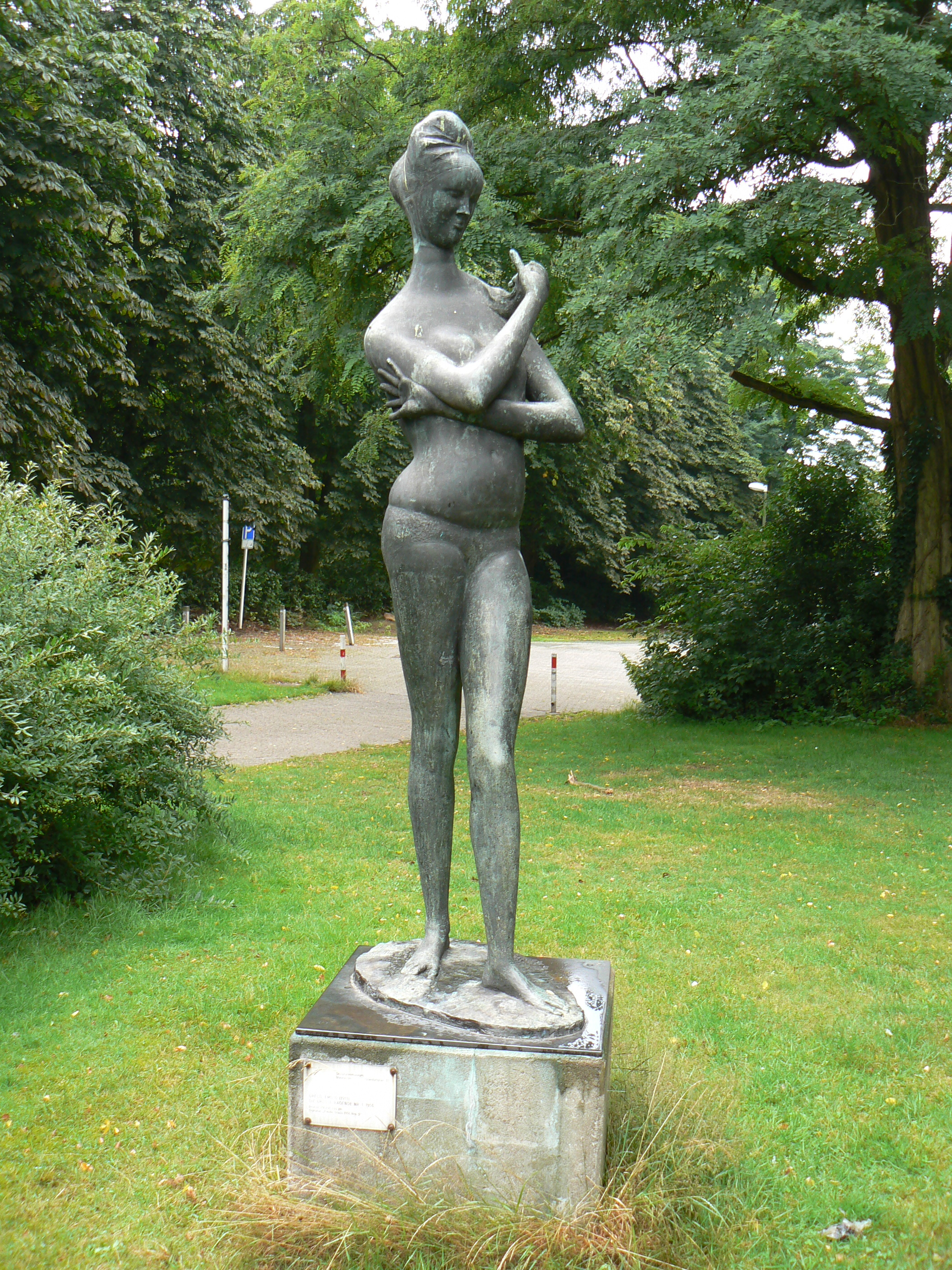
Emilio Greco, Die große Badende Nr. 1 (1956).
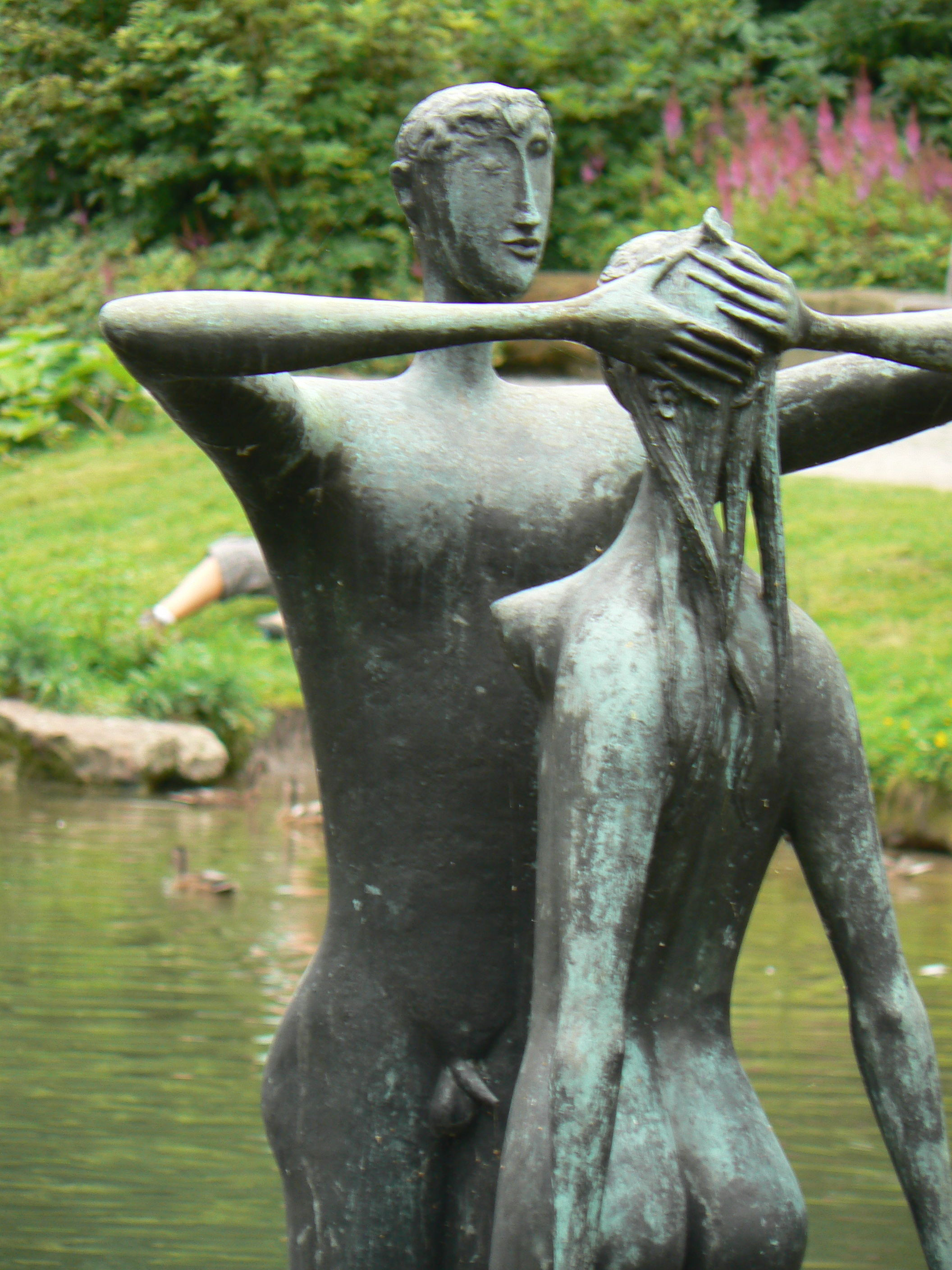
Marcello Mascherini, Cantico dei Cantici (1957).
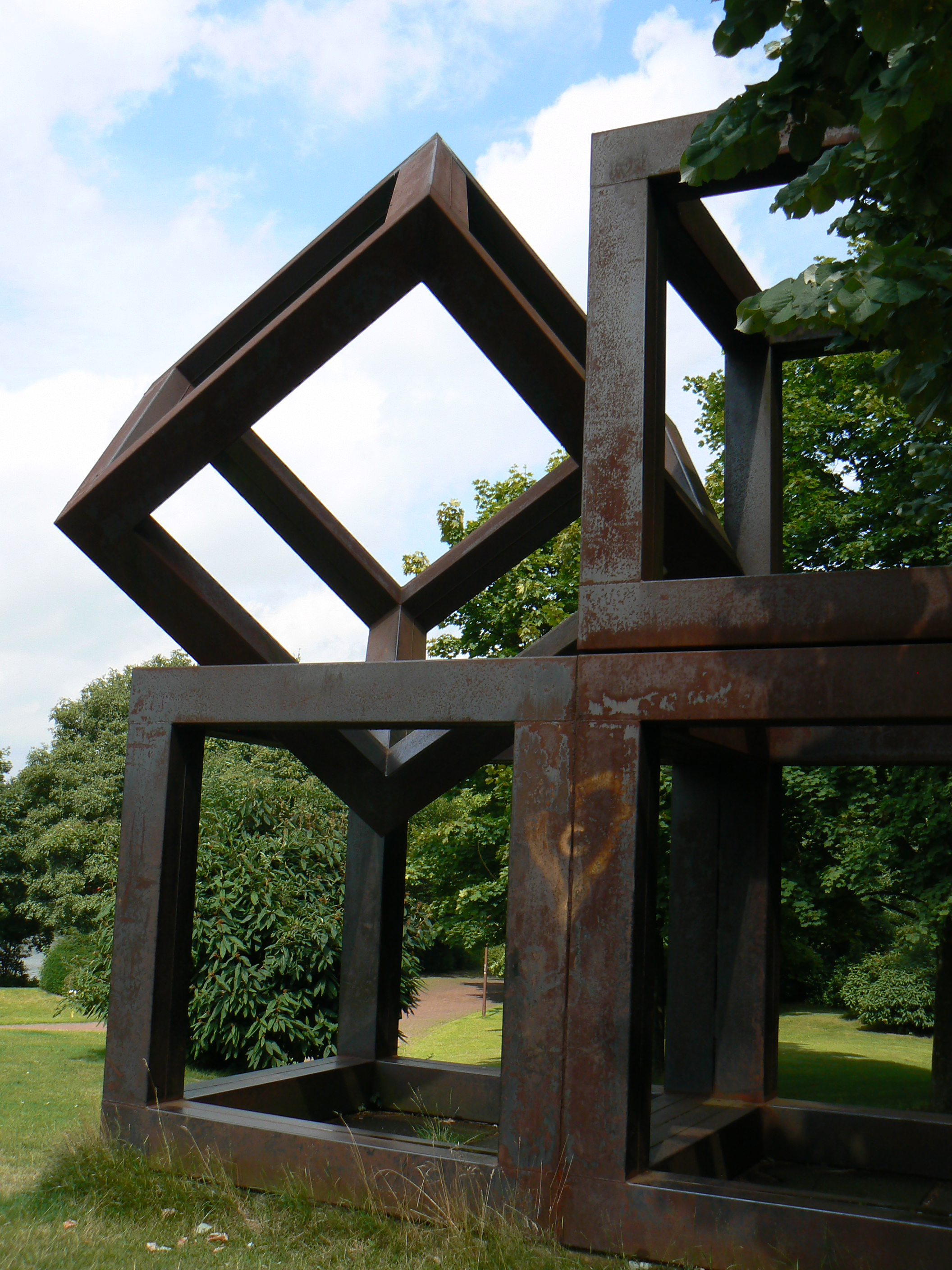
Alf Lechner, Rahmenkonstruktion 3/72 (1972).